# Red Willow County
Red Willow County is een county in de Amerikaanse staat Nebraska.
De county heeft een landoppervlakte van 1.856 km² en telt 11.448 inwoners (volkstelling 2000). De hoofdplaats is McCook.

## Bevolkingsontwikkeling

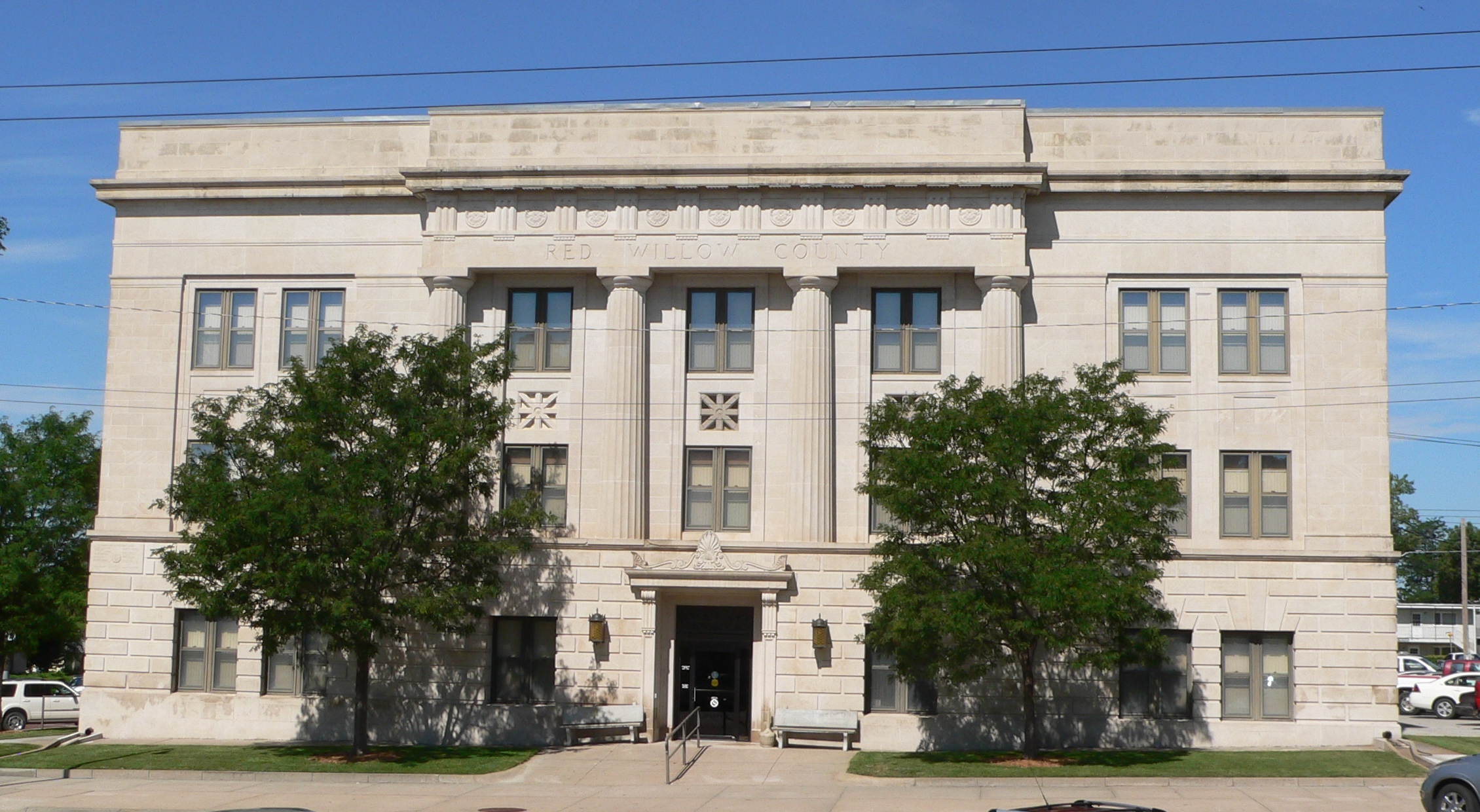
Red Willow County Courthouse